# イズノスケ
イズノスケとは、静岡県伊豆地域全体で行われた観光振興イベント「伊豆新世紀創造祭」のマスコットキャラクターである。カエルがモチーフ。著作権は静岡県が保有する。

## 概要
伊豆地域は日本を代表する温泉地帯であり、日本有数の観光地域である。イズノスケは2000年に観光振興のために開催された「伊豆新世紀創造祭」のマスコットキャラクターとして、伊豆各地で行われたイベントに参加した。
キャラクターデザインは西岡範敏。
プロデューサーは『バザールでござーる』『だんご3兄弟』『ピタゴラスイッチ』などで知られる戸田村（後の沼津市）出身の佐藤雅彦である。
イベントの一つとして製作された伊豆を紹介する旅番組『贅沢な休日』（テレビ朝日）に出演し、声は中原茂が演じた。

## 伊豆新世紀創造祭

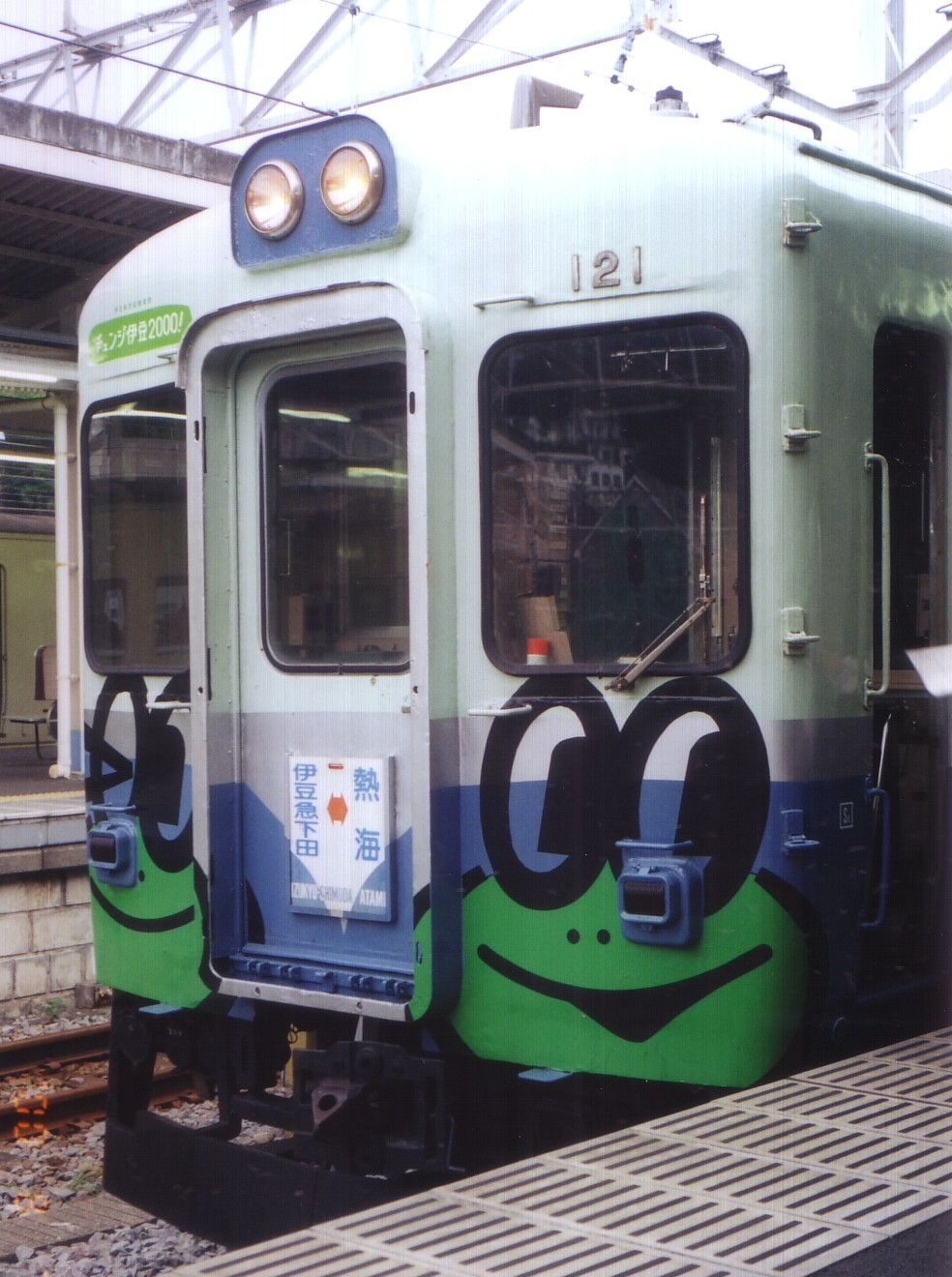
「イズノスケ号」

1999年12月31日から2001年1月1日に静岡県と伊豆地域を構成する22市町村が、「伊豆ワカガエル大作戦」をキャッチフレーズに開催された観光振興イベントである。
「新しい観光スタイルの創出」、「新しい伊豆の魅力の発信」、「新しい観光システムの創造」の3つを目的として掲げた。
愛称は「チェンジ伊豆2000！」。一年間にわたり伊豆各地でイベントが催された。
また、イベントに先駆けて伊豆急行線にて車体にイズノスケが描かれたイズノスケ号が運行された。

## イズノスケ音頭
イズノスケ音頭は「伊豆新世紀創造祭」のテーマソング。歌詞は外部リンクを参照。
- 作詞：藤曲厚司
- 作曲：まぶたひとえ[注釈 1]、佐藤慶之助
- 編曲：馬飼野俊一
- 振付：花柳太鼓芳延、西岡範敏
- 歌手：三波春夫とイズノスケ合唱団
- サウンドプロデュース：吉江一男[注釈 1]
- プロデュース：佐藤雅彦

収録CD
- イズノスケ音頭（テイチク、TEDA-DIZU01） - 1999年製作。非売品。CDは7000枚が製作され、伊豆の観光施設や小中高校に配布された[4]。
- 富士山（テイチク、TEDA-10473） - 2000年7月21日発売。三波春夫の生前最後のシングルCD
- 三波春夫 全曲集〜富士山〜（テイチク、TECE-36199） -  2000年10月25日発売。